# 미와사키역
미와사키역(일본어: 三輪崎駅, みわさきえき, Miwasaki-eki)은 일본 와카야마현 신구시에 있는, 서일본 여객철도의 철도역이다. 기세이 본선이 지나가며, 기노쿠니 선 소속 열차들을 이용할 수 있다.

## 역 구조
상대식 2면 2선 구조의 지상역으로, 교행 시설이 갖추어져 있다. 역사는 기이타나베 방면 승강장 쪽에 있으며, 반대쪽 승강장과는 과선교로 이어져 있다. 신구역이 관리하는 무인역으로, 대합실에는 간이 자동판매기가 있다.

### 승강장
| 1 | ■ 기노쿠니 선 | 기이카쓰우라 · 기이타나베 · 와카야마 방면 |
| 2 | ■ 기노쿠니 선 | 신구 방면                                 |

## 역세권 정보
미와사키 항을 중심으로 번성해 온 미와사키 마을에 있는 역이다. 미와사키 정은 1933년 10월 1일에 신구 정과 합병되어 신구 시의 일부가 되었다. 가까이에 태평양의 일부인 구마노 여울이 있다.
- 국도 제42호선
- 신구 시청 미와사키 지소
- 미와사키 우체국
- 다카노 언덕

## 역사
- 1912년 12월 4일 - 신구 철도의 역으로 개업하였다.
- 1934년 7월 1일 - 국유화에 따라 일본국유철도의 소속이 되었다.
- 1938년 5월 20일 - 신구 역에서 미와사키 역까지의 구간이 이설되었다.
- 1985년 3월 14일 - 무인역이 되었다.
- 1987년 4월 1일 - 민영화에 따라 서일본 여객철도의 소속이 되었다.

## 인접역
| 서일본 여객철도 기세이 본선 | 서일본 여객철도 기세이 본선 | 서일본 여객철도 기세이 본선 |
| --------------------------- | --------------------------- | --------------------------- |
| 신구 방면                   | ■ 기노쿠니 선 보통          | 기이사노 와카야마 방면      |